# Villa del Balbiano
La Villa del Balbiano es una histórica residencia del lago de Como en Italia.

## Historia
El palacete fue construido al final del siglo XVI por voluntad del cardenal Tolomeo Gallio en el sitio donde se encontraba un edificio más antiguo. El proyecto empleado para la construcción fue realizado por el arquitecto Pellegrino Tibaldi (1527-1596) por encargo de la familia Giovio, dueña de la propiedad antes de venderla al cardenal Tolomeo Gallio.

## Descripción
La villa se sitúa en el pueblo de Ossuccio en la comuna de Tremezzina.